# Sylvain de Toulouse
Sylvain de Toulouse ou Sylvain d'Auchy, voire Sylvin, né sans doute à Toulouse en 650 et mort à Auchy-lès-Hesdin en 717, est un courtisan du roi Thierry III. Il quitta la cour pour accomplir plusieurs pèlerinages, à Jérusalem et à Rome. Devenu évêque, il évangélisa la région de Thérouanne, actuellement dans le Pas-de-Calais. Il est célébré, surtout localement, le 17 février,.

## Biographie
Selon Charles Mériaux, Sylvain ne fut pas évêque de Thérouanne, ce titre épiscopal étant une erreur de l'hagiographe Usuard, mais un ermite mort dans le diocèse de Thérouanne et originaire de Toulouse. Cette erreur fut mise à profit par Folcuin, dans ses chroniques des abbés de Sithiu, pour accroître le prestige des reliques du saint, volées par le comte Arnoul Ier de Flandre au monastère d'Auchy, puis amenées au monastère de Saint-Bertin en 951.
Il fut inhumé à l'abbaye de bénédictins d'Auchy.

## Reliques
Le culte de saint Sylvain connut une diffusion précoce et l'ermite bénéficia d'une grande popularité : dès la deuxième moitié du IXe siècle, le saint est mentionné dans les martyrologes carolingiens, tandis qu'aux Xe siècle et XIe siècles, le saint était régulièrement invoqué par les faussaires pour construire des récits d'autorité ou produire des documents forgés.

## Hagiographie
Selon ses propres dires, la Vita de saint Sylvain a été rédigée par un évêque nommé Anténor, puis réécrite à la demande d'une abbesse, Leutwith. S'appuyant sur le style d'écriture de l'hagiographie, ainsi que sur l'absence de mention des raids normands, l'historien belge Léon van der Essen datait le document de la première moitié du IXe siècle. Pour Charles Mériaux, il faut écarter l'hypothèse que la Vie a été rédigée par un des moines de l'abbaye de Saint-Bertin, notamment parce que le récit insiste beaucoup sur la présence des moines de Saint-Riquier lors des funérailles de saint Sylvain, mais aussi parce qu'il signale la présence des reliques de saint Riquier à Centule.